# Elecciones al Parlamento Europeo de 2024 (Eslovaquia)
Las elecciones al Parlamento Europeo de 2024 en Eslovaquia se celebraron el 8 de junio de dicho año como parte de las elecciones al Parlamento Europeo de 2024.

## Sistema electoral
En comparación con las últimas elecciones, Eslovaquia tiene derecho a dos diputados europeos más: uno ya asignado en 2020 con motivo de la redistribución posterior al Brexit, y otro asignado en 2023 después de una evaluación preelectoral de la composición del Parlamento basada en las cifras de población más recientes. Los 15 miembros son elegidos mediante representación proporcional de lista semiabierta en una única circunscripción nacional con escaños asignados a través del método del mayor resto y un umbral electoral del 5%.
Tanto los ciudadanos eslovacos como otros ciudadanos de la UE no eslovacos que residen en el país tienen derecho a votar en las elecciones europeas en territorio eslovaco. Los ciudadanos eslovacos no necesitan registrarse, mientras que otros ciudadanos de la UE que residen en Eslovaquia deben registrarse en su municipio a más tardar 40 días antes del día de las elecciones. Los ciudadanos eslovacos que residen en el extranjero no pueden votar desde el extranjero, pero pueden votar si están presentes el día de las elecciones en Eslovaquia con pasaporte eslovaco. Además, las personas con derecho a voto deben cumplir 18 años a más tardar el día de las elecciones.

## Resultados
|  | 27.81 % |

|  | 24.76 % |

|  | 12.53 % |

|  | 7.18 % |

|  | 7.14 % |

|  | 4.92 % |

|  | 4.68 % |

|  | 3.88 % |

|  | 1.98 % |

|  | 1.90 % |

|  | 3.17 % |

|  | 98.13 % |

|  | 1.87 % |

|  | 34.38 % |